# 小行星6310
小行星6310（英語：6310 Jankonke）是一颗围绕太阳公转的小行星。1990年5月21日，埃莉諾·赫琳在帕洛马山发现了此天体。
这颗小行星的绝对星等为22.06830241070808等。